# تاکه‌توشی نایتو
تاکه‌توشی نایتو (به ژاپنی: 内藤 武敏 Taketoshi Naito); ۱۶ ژوئن ۱۹۲۶ – ۲۱ اوت ۲۰۱۲) بازیگر اهل ژاپن بود.
از فیلم‌ها یا برنامه‌های تلویزیونی که وی در آن نقش داشته‌است می‌توان به زندگی پس از مرگ، چنگ برمه‌ای، داستان سامورایی، گرگ تنها و توله: شمشیر انتقام، و گودزیلا ۱۹۸۵ اشاره کرد.